# Saint-Étienne-l'Allier
Saint-Étienne-l'Allier és un municipi francès situat al departament de l'Eure i a la regió de Normandia. L'any 2007 tenia 453 habitants.

## Demografia

### Població
El 2007 la població de fet de Saint-Étienne-l'Allier era de 453 persones. Hi havia 168 famílies de les quals 36 eren unipersonals (16 homes vivint sols i 20 dones vivint soles), 60 parelles sense fills, 60 parelles amb fills i 12 famílies monoparentals amb fills.
La població ha evolucionat segons el següent gràfic:
Habitants censats

### Habitatges
El 2007 hi havia 237 habitatges, 172 eren l'habitatge principal de la família, 54 eren segones residències i 11 estaven desocupats. 235 eren cases i 1 era un apartament. Dels 172 habitatges principals, 135 estaven ocupats pels seus propietaris, 36 estaven llogats i ocupats pels llogaters i 1 estava cedit a títol gratuït; 2 tenien una cambra, 4 en tenien dues, 13 en tenien tres, 48 en tenien quatre i 105 en tenien cinc o més. 115 habitatges disposaven pel capbaix d'una plaça de pàrquing. A 75 habitatges hi havia un automòbil i a 85 n'hi havia dos o més.

### Piràmide de població
La piràmide de població per edats i sexe el 2009 era:
| Homes | Edats   | Dones |
| ----- | ------- | ----- |
| 0     | 95 o +  | 0     |
| 0     | 90 a 94 | 0     |
| 0     | 85 a 89 | 0     |
| 0     | 80 a 84 | 0     |
| 4     | 75 a 79 | 8     |
| 16    | 70 a 74 | 12    |
| 4     | 65 a 69 | 4     |
| 4     | 60 a 64 | 8     |
| 8     | 55 a 59 | 12    |
| 8     | 50 a 54 | 8     |
| 24    | 45 a 49 | 16    |
| 24    | 40 a 44 | 12    |
| 24    | 35 a 39 | 16    |
| 8     | 30 a 34 | 20    |
| 12    | 25 a 29 | 0     |
| 12    | 20 a 24 | 4     |
| 20    | 15 a 19 | 16    |
| 12    | 10 a 14 | 0     |
| 12    | 5 a 9   | 28    |
| 12    | 0 a 4   | 12    |

## Economia
El 2007 la població en edat de treballar era de 303 persones, 224 eren actives i 79 eren inactives. De les 224 persones actives 208 estaven ocupades (119 homes i 89 dones) i 16 estaven aturades (5 homes i 11 dones). De les 79 persones inactives 25 estaven jubilades, 24 estaven estudiant i 30 estaven classificades com a «altres inactius».

### Ingressos
El 2009 a Saint-Étienne-l'Allier hi havia 198 unitats fiscals que integraven 519,5 persones, la mediana anual d'ingressos fiscals per persona era de 16.961 €.

### Activitats econòmiques
Dels 11 establiments que hi havia el 2007, 2 eren d'empreses de fabricació d'altres productes industrials, 4 d'empreses de construcció, 1 d'una empresa de comerç i reparació d'automòbils, 1 d'una empresa de transport, 1 d'una empresa d'hostatgeria i restauració, 1 d'una empresa de serveis i 1 d'una empresa classificada com a «altres activitats de serveis».
Dels 6 establiments de servei als particulars que hi havia el 2009, 1 era un taller de reparació d'automòbils i de material agrícola, 2 paletes, 1 guixaire pintor, 1 fusteria i 1 restaurant.
L'any 2000 a Saint-Étienne-l'Allier hi havia 25 explotacions agrícoles que ocupaven un total de 704 hectàrees.

## Equipaments sanitaris i escolars
El 2009 hi havia una escola elemental.

## Poblacions més properes
El següent diagrama mostra les poblacions més properes.